# Very Ape
«Very Ape» es una canción de la banda de grunge Nirvana. Es la séptima canción del álbum de 1993 titulado In Utero. La letra de la canción habla del machismo esterotípico que el cantautor y guitarrista Kurt Cobain detestaba, tema que había sido discutido en canciones como «In Bloom» o «Territorial Pissings» del segundo álbum de la banda Nevermind. Una versión acústica interpretada por Cobain fue incluida en el tercer disco del box set de 2004 With the Lights Out. La canción fue la última escrita para el álbum, y una de las pocas interpretadas por primera vez después de la grabación del álbum, entre marzo y abril de 1993.

## Mito de plagio
Se dice que la canción tiene un riff similar a la de la canción «Kanishka» de la banda de rock de argentina Los Brujos, la cual fue telonera de Nirvana en su show en el Estadio José Amalfitani en 1992, el mito terminó siendo confirmado en una entrevista de septiembre de 2023 por el biógrafo de la banda de Seattle.

## Versiones por otros artistas
- La banda de metalcore Ed Gein incluyó una versión de la canción después de ocho minutos de silencio al finalizar la canción «What is This Monstrosity», del EP It's a Shame a Family Can Be Torn Apart by Something as Simple as a Pack of Wild Dogs.
- El grupo de big beat The Prodigy basó directamente una sección de guitarra del riff principal en la canción «Voodoo People», original del álbum Music for the Jilted Generation. El sample de guitarra es acreditado a "Lance Riddler".

## Grabaciones de estudio
«Very Ape» ha sido dos veces grabada en estudio: una vez en los estudios BMG Ariola de Brasil el 19 de enero de 1993 y la otra en febrero de 1993 en los estudios Pachyderm. Esta versión es la que está en In Utero.